# Panama-akták

A kiszivárogtatásban érintett országok pirossal kiemelve

Az úgynevezett Panama-akták vagy Panama-papírok az elnevezése annak a mintegy 11,5 millió kiszivárogtatott bizalmas dokumentumnak, melyet a panamai Mossack Fonseca vállalati jogi szolgáltató tett közzé, több mint 240 000 vállalat és részvénytulajdonosaik adataival. Az iratok öt ország (Argentína, Izland, Szaúd-Arábia, Ukrajna és az Egyesült Arab Emírségek) vezetőit név szerint is megemlítik, akárcsak kormánytisztviselők és államfők közeli rokonaik, közeli kapcsolataik adatait is tartalmazza, több mint 40 további országból, például Brazília, Dél-afrikai Köztársaság, Kína, Egyesült Királyság, Franciaország, India, Malajzia, Mexikó, Málta, Oroszország, Pakisztán, Spanyolország, Szíria és Magyarország.
A terhelő dokumentumokat a német Süddeutsche Zeitunghoz juttatták el 2015-ben, valamint az amerikai székhelyű International Consortium of Investigative Journalists számára is átadták. Az információkat 409 újságíró, 107 médiaszolgáltatótól elemezte és tette közzé, több mint 80 országban. Az első hírek még 149 dokumentumról szóltak, amelyet 2016. április harmadikán tettek közzé. A botrányban érintett cégek teljes listáját várhatóan 2016 májusában fogják közzétenni.
A kiszivárogtatott dokumentumok mintegy 2,6 terabájt adatai közt e-mailek, weboldalak, pénzügyi adatok is szerepelnek. Az érintettek közt lehet Vlagyimir Vlagyimirovics Putyin orosz államfő, Petro Porosenko ukrán államfő, Sigmundur Davíð Gunnlaugsson izlandi miniszterelnök is.

### Hatásuk Magyarországon
Magyarországon közel 700 olyan vállalkozás található, amelynek tulajdonosi háttere kétséget kizáróan panamai kapcsolatokkal rendelkezik. Ezen felül még további 5000 vállalat köthető különböző adóparadicsomokhoz közvetett vagy közvetlen módon. Az ilyen országokba menekített vagyonok elrejtését segíti az átláthatóság hiánya, a névtelenség biztosítása, és emiatt az ilyen, úgynevezett offshore cégek egy része adóelkerülést hajthat végre, azaz részben vagy akár egész bevételük után nem fizetik meg a teherviselést. Ez az anyaországok számára bevételkiesést okoz.